# نادي أرهيبا
نادي أرهيبا، هو نادي كرة قدم جيبوتي يقع في أرهيبا، جيبوتي. يلعب حاليًا في الدوري الجيبوتي الدرجة الثانية. الملعب الرسمي للنادي هو ملعب المدينة الذي يتسع لـ 10,000 متفرج.